# Kimberly Heijne
Kimberly Heijne (Emmen, 30 mei 1994) is een Nederlands voetbalster die sinds de zomer van 2014 uitkomt voor FC Twente dat uitkomt in de Women's BeNe League. Hiervoor stond ze drie seizoenen onder contract bij PEC Zwolle. Op 18 oktober 2013 maakte ze haar debuut voor PEC Zwolle.

## Carrièrestatistieken
| Seizoen                        | Club       | Land      | Competitie            | Wed. | Goals |
| ------------------------------ | ---------- | --------- | --------------------- | ---- | ----- |
| 2011/12                        | PEC Zwolle | Nederland | Eredivisie            | 0    | 0     |
| 2012/13                        | PEC Zwolle | Nederland | BeNe League Orange    | 0    | 0     |
| 2012/13                        | PEC Zwolle | Nederland | Women's BeNe League B | 0    | 0     |
| 2013/14                        | PEC Zwolle | Nederland | Women's BeNe League   | 10   | 0     |
| 2014/15                        | FC Twente  | Nederland | Women's BeNe League   | 0    | 0     |
| Totaal                         | Totaal     | Totaal    | Totaal                | 10   | 0     |
| Bijgewerkt tot 1 augustus 2013 |            |           |                       |      |       |

## Interlandcarrière

### Nederland onder 15
Op 15 april 2009 debuteerde Heijne voor Nederland –15 in een vriendschappelijke wedstrijd tegen Duitsland –15 (5-0 verlies).
| Interlands van Kimberly Heijne | Interlands van Kimberly Heijne | Interlands van Kimberly Heijne | Interlands van Kimberly Heijne | Interlands van Kimberly Heijne | Interlands van Kimberly Heijne |
| №                              | Datum                          | Wedstrijd                      | Uitslag                        | Soort Wedstrijd                | Doelpunten                     |
| Als speler bij VV Emmen        | Als speler bij VV Emmen        | Als speler bij VV Emmen        | Als speler bij VV Emmen        | Als speler bij VV Emmen        | Als speler bij VV Emmen        |
| ------------------------------ | ------------------------------ | ------------------------------ | ------------------------------ | ------------------------------ | ------------------------------ |
| 1.                             | 15-4-2009                      | Duitsland - Nederland          | 5 – 0                          | Vriendschappelijk              | 0                              |
| 2.                             | 3-5-2009                       | België - Nederland             | 0 – 2                          | Vriendschappelijk              | 0                              |